# Brachyramphus brevirostris
Brachyramphus brevirostris là một loài chim trong họ Alcidae.